# Erathipa
Dans la mythologie aborigène, Erathipa est un rocher qui a la forme d'une femme enceinte. À l'intérieur d'Erathipa se trouvent les âmes d'enfants morts qui peuvent se réincarner dans le ventre de jeunes femmes fertiles. Ceci n'était connu que des plus importants personnages parmi les anciens aborigènes. Cette roche est également connue sous le nom de Chockolia.
Cette pierre de fertilité possède une ouverture sur un des côtés. Les âmes des enfants morts attendent qu'une femme passe à proximité pour pouvoir se réincarner en elle. Quand des femmes passent à proximité mais ne désirent pas d'enfant, elles se font passer pour des femmes âgées et marchent en s'appuyant sur un bâton et en criant « Ne venez pas à moi, je suis une vieille femme ! ».
Ceci indique la croyance selon laquelle certaines pierres ont le pouvoir de rendre fertile une femme stérile, soit du fait des esprits des ancêtres qui demeurent à l'intérieur, soit à cause de leur forme ou de leur origine (« autogénèse »).  